# (13806) Darmstrong
(13806) Darmstrong (1998 XM6) – planetoida z grupy pasa głównego asteroid okrążająca Słońce w ciągu 5,03 lat w średniej odległości 2,94 j.a. Odkryta 8 grudnia 1998 roku.